# Euctenidiacea
Euctenidiacea — подотряд голожаберных моллюсков. Все представители — гермафродиты. По цвету и форме весьма разнообразны: одни выделяются яркими и пёстрыми цветами, окраска других же служит маскировкой. Ведут хищнический образ жизни, в теле euctenidiacea накапливаются токсины, которые в случае опасности выделяются в воду.

## Классификация
Клада Gnathodoridacea
- Надсемейство Bathydoridoidea
  - Семейство Bathydorididae

Клада Doridacea
- Надсемейство Doridoidea
  - Семейство Dorididae
  - Семейство Actinocyclidae
  - Семейство Chromodorididae
  - Семейство Discodorididae
- Надсемейство Phyllidioidea
  - Семейство Phyllidiidae
  - Семейство Dendrodorididae
  - Семейство Mandeliidae
- Надсемейство Onchidoridoidea
  - Семейство Akiodorididae
  - Семейство Onchidorididae
  - Семейство Corambidae
  - Семейство Goniodorididae
- Надсемейство Polyceroidea
  - Семейство Polyceridae
  - Семейство Aegiridae
  - Семейство Gymnodorididae
  - Семейство Hexabranchidae
  - Семейство Okadaiidae

## Галерея

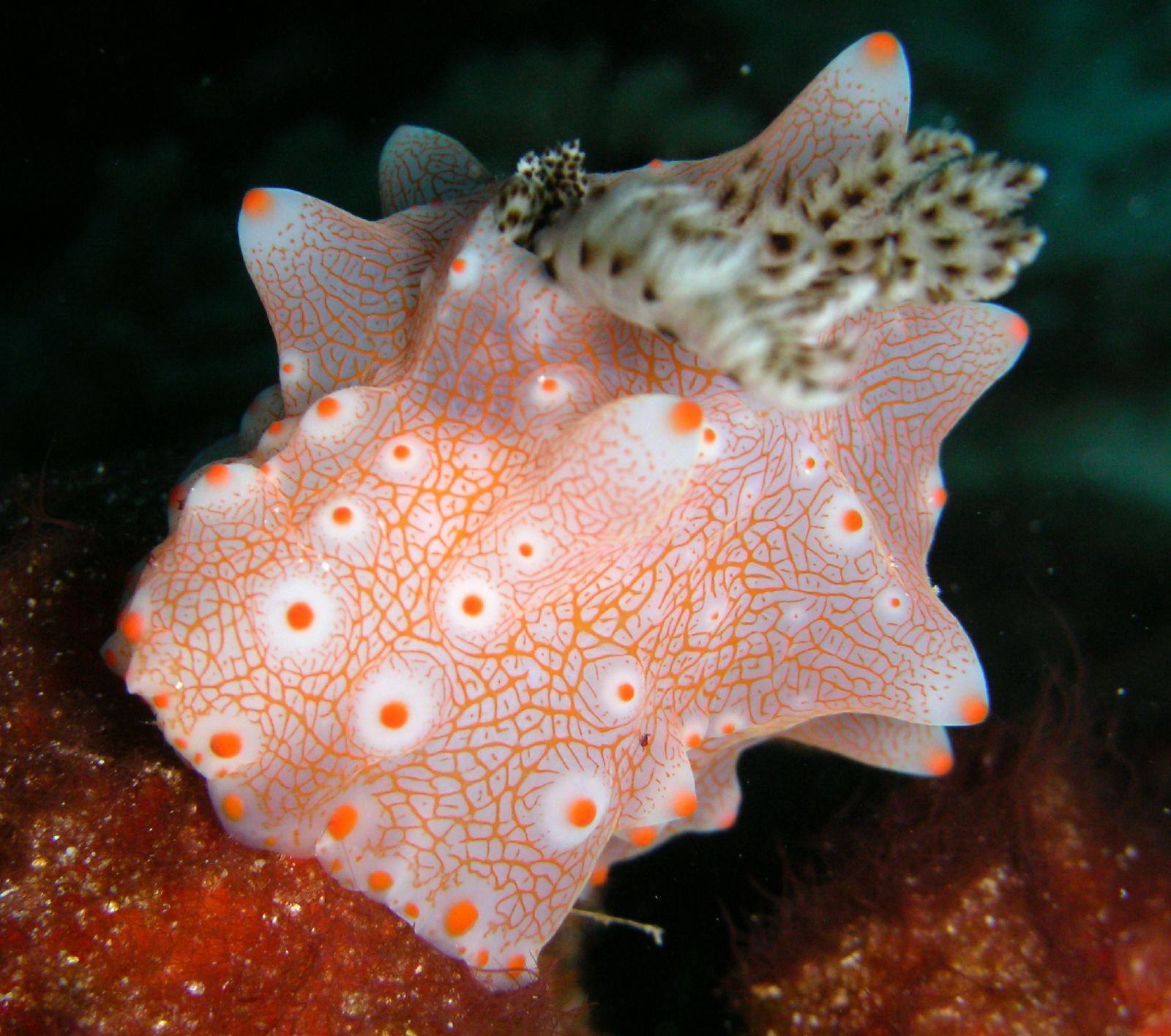
Halgerda batangas
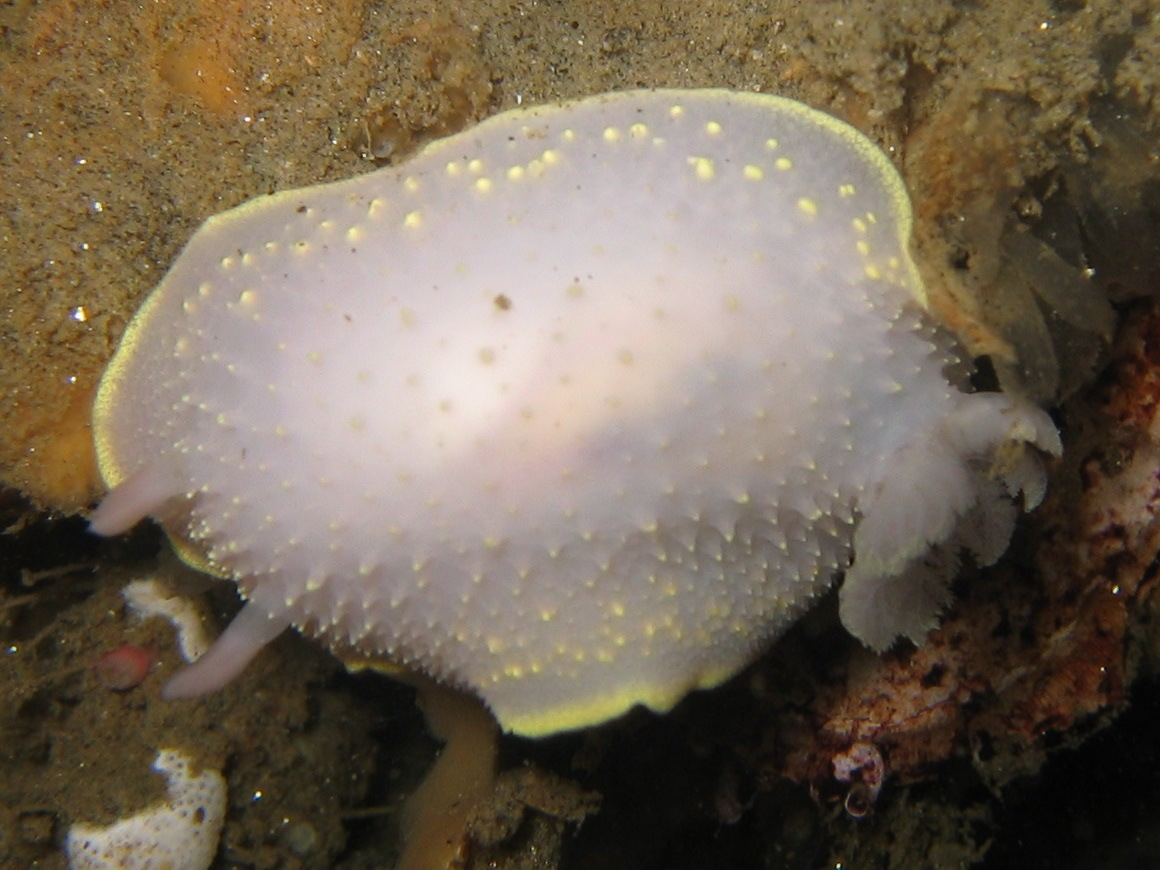
Acanthodoris hudsoni
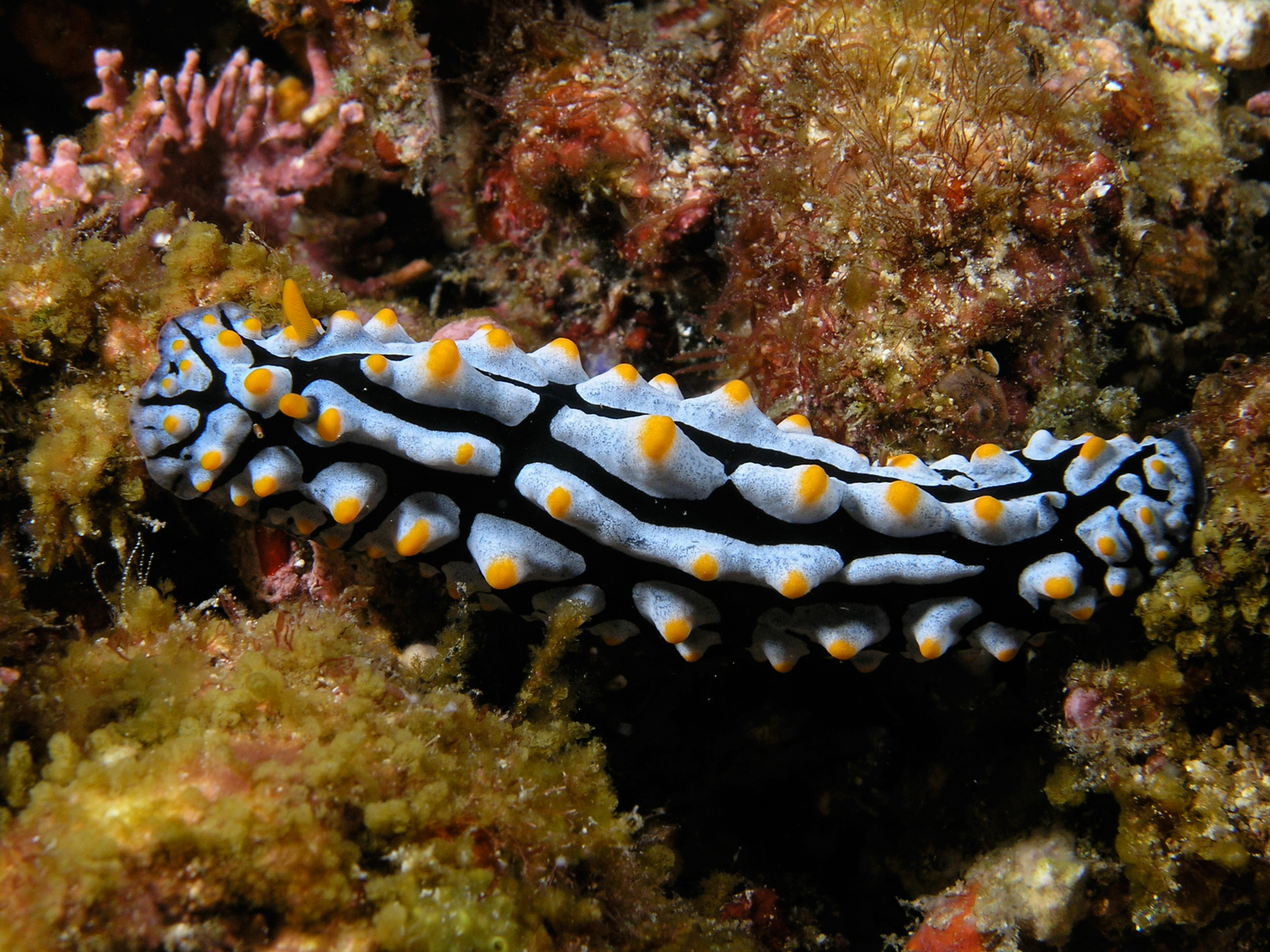
Phyllidia varicosa
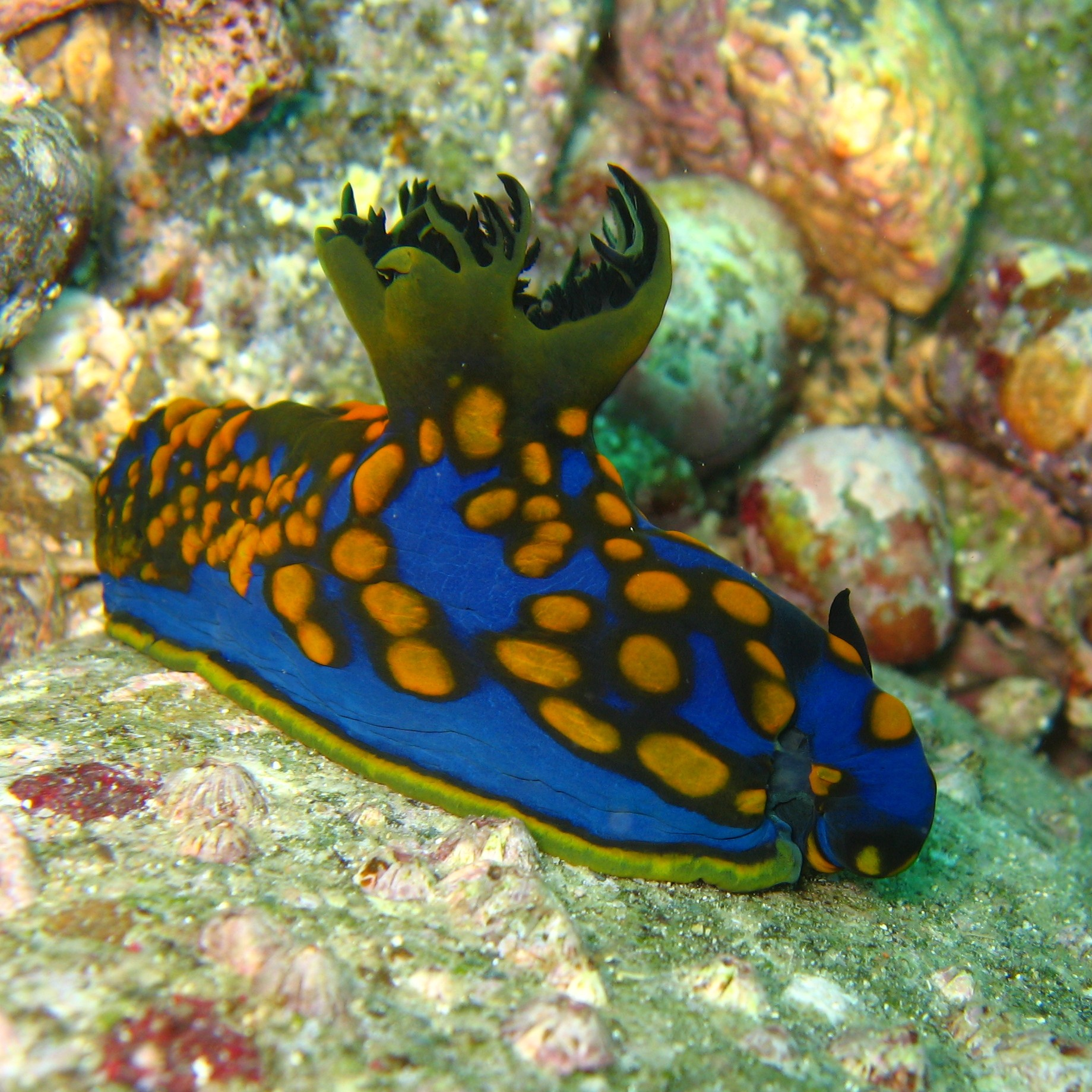
Tambja sagamiana